# Bavoryně
Bavoryně (en allemand : Baborin) est une commune du district de Beroun, dans la région de Bohême-Centrale, en République tchèque. Sa population s'élevait à 344 habitants en 2020.

## Géographie
Bavoryně se trouve à 12 km au sud-ouest de Beroun et à 40 km au sud-ouest du centre de Prague.
La commune est limitée par Zdice au nord, par Chodouň à l'est, par Stašov au sud, et par Chlustina à l'ouest.

## Histoire
La première mention du village date de 1088.